# Червоновладимировка (Николаевская область)
Червоновладимировка (укр. Червоноволодимирівка) — село в Новоодесском районе Николаевской области Украины.
Основано в 1895 году. Население по переписи 2001 года составляло 364 человек. Почтовый индекс — 56645. Телефонный код — 5167. Занимает площадь 1,33 км².

## Местный совет
56644, Николаевская обл., Новоодесский р-н, с. Воронцовка, ул. Сухацкого, 15